# Gaoshan

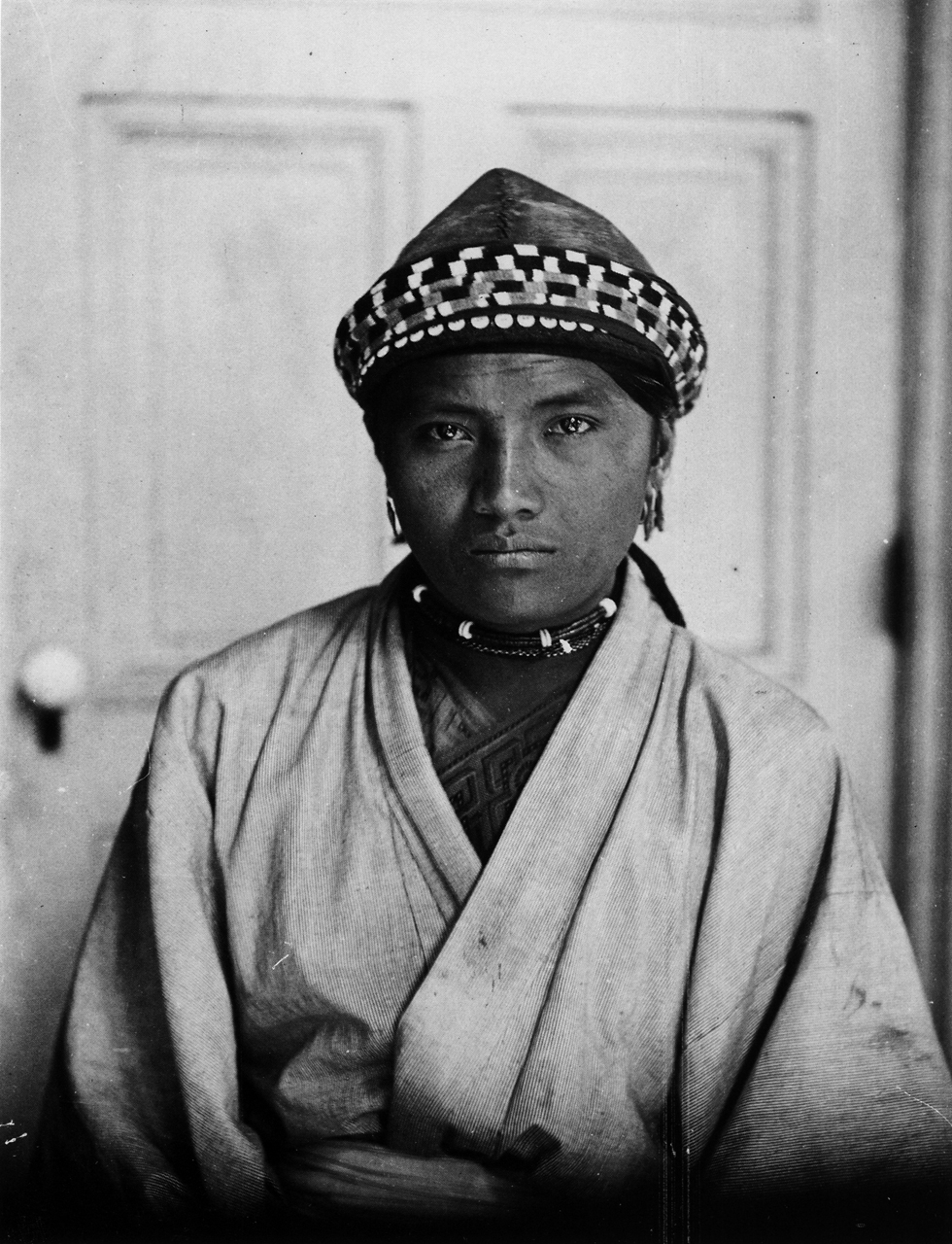
Un chef de village Rukai lors de sa visite au Département d'anthropologie de l'université de Tokyo durant la régence japonaise de Taïwan

Gaoshan ( 高山, « haute montagne ») ou Gaoshanzu (chinois : 高山族 ; pinyin : Gāoshān zú, peuple des hautes montagnes) désigne un ensemble disparate de tribus habitant Taïwan. Sous le nom de Gaoshan, ils constituent également l'un des 56 groupes ethniques reconnus par la république populaire de Chine (ses 4 461 membres recensés en 2000 représentent les descendants de populations taïwanaises ayant émigré sur le continent en 1949).
Chaque tribu a sa propre langue (formosane), son propre système social et religieux, mais elles sont maintenant très assimilées. La plupart d'entre eux, objets de l'attention des missionnaires, sont devenus catholiques ou protestants. 
La république de Chine (Taïwan) reconnaît officiellement treize groupes aborigènes. Appelés Yuanzhumin ("aborigènes", chinois : 原住民 ; pinyin : Yuánzhù mín) par la république de Chine, ils ne représentent qu'une partie du plus grand nombre des tribus qui peuplaient l'île au XVIIe siècle, début de la colonisation chinoise. Les autres ont disparu par assimilation. 
Des recherches linguistiques sur leurs langues, les découvertes archéologiques ainsi que des recherches génétiques tendraient à prouver que Taïwan fut une étape pour les Austronésiens dans leurs  migrations vers le Pacifique. 
Ils bénéficient d'un ensemble de mesures sociales préférentielles, mais leur niveau socio-économique demeure bas. Autrefois peu considérées par les Han, les cultures aborigènes sont récemment devenues objet de mode.
Les quatorze groupes reconnus par la république de Chine (Taïwan) sont : les Amis, les Atayal, les Bunun, Les Kavalan, les Paiwan, les Puyuma, les Rukai, les Saisiat, les Sakizaya, les Da'o (Yami), les Thao, les Truku, les Tsou et les Seedeq